# Eosaulostomus halei
Eosaulostomus halei är en skalbaggsart som beskrevs av Phillip B. Carne 1956. Eosaulostomus halei ingår i släktet Eosaulostomus och familjen Rutelidae. Inga underarter finns listade i Catalogue of Life.